# ارتشاح (طب)

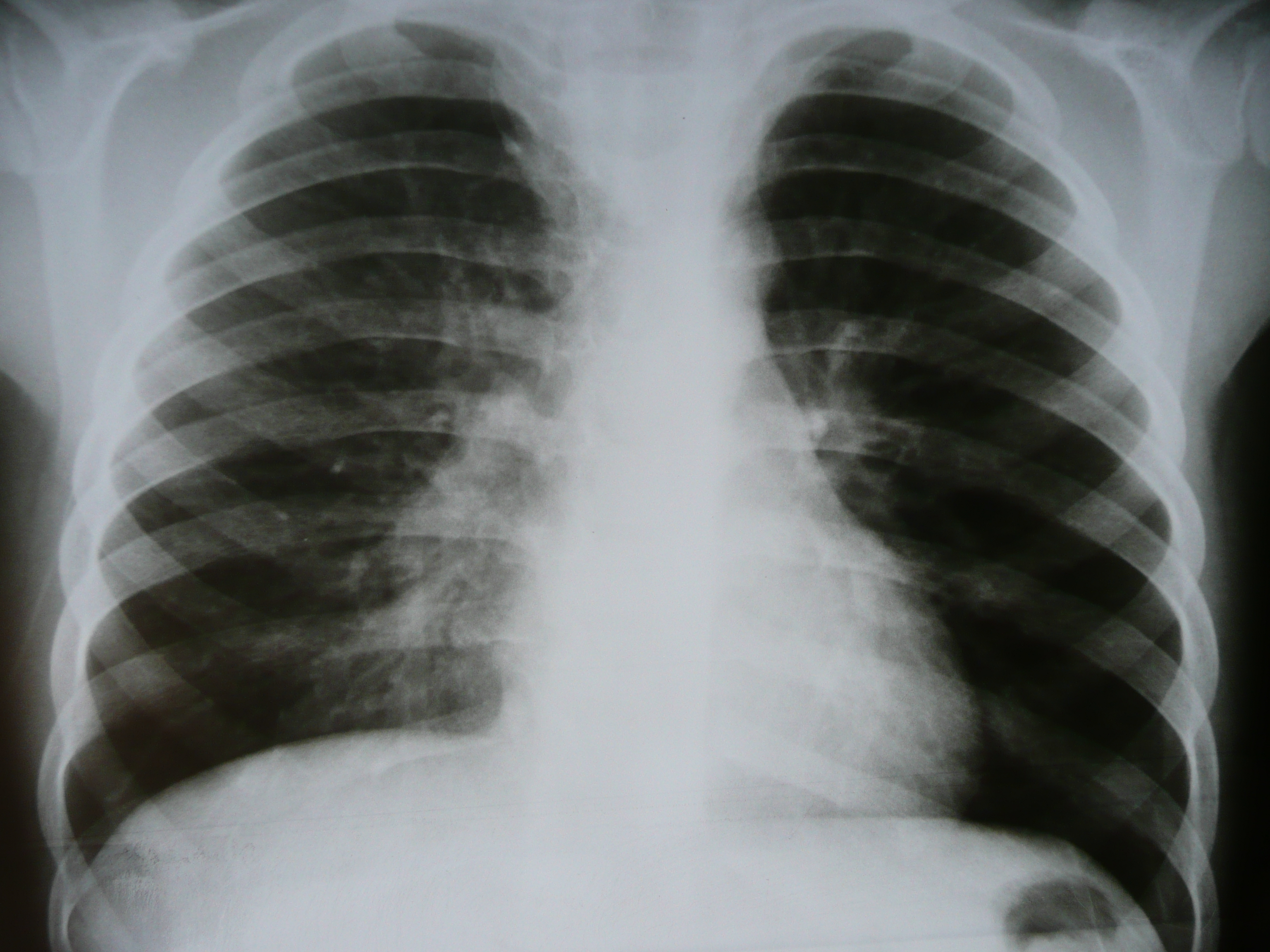

الارتشاح أو الارشاح (بالإنجليزية: infiltration)‏ هو تعبير طبي لوصف دخول مادة صلبة أو سائلة في الأنسجة الحيوية. ويطلق على انتشار الخلايا السرطانية أو مسببات الأمراض في النسيج. ويجب تمييزه عن العلاج بالترشيح (بالإنجليزية: infiltrationstherapie)‏ الذي هو عبارة عن حقن مواد علاجية في نسيج معين.

## كيفية تشكل الارتشاح
فأثناءحدوث الالتهاب، تتجمع أعداد متزايدة من الخلايا المناعية في الأنسجة للقضاء على مسببات الأمراض لنفاياتها ومنتجاتها. ونتيجة تسرب خلايا التهابية من النوع القيحي، الايوزيني، لمفاوي، وأشكال أخرى يتشكل الارتشاح.